# E3 Harelbeke 2017
La 60.ª edición de la clásica ciclista E3 Harelbeke (nombre oficial en inglés: Record Bank E3 Harelbeke), se celebró en Bélgica el 24 de marzo de 2017 sobre un recorrido de 206,1 km. 
La carrera fue parte del UCI WorldTour 2017, calendario ciclístico de máximo nivel mundial, siendo la decimoprimera carrera de dicho circuito.
En el sprint final de tres corredores belga Greg Van Avermaet de BMC se llevó la victoria DE la carrera por delante del campeón nacional Philippe Gilbert del equipo Quick-Step Floors, mientras que el último cajón del podio fue completado por Oliver Naesen de AG2R La Mondiale.

## Recorrido
La E3 Harelbeke dispuso de un recorrido total de 206,1 kilómetros con 15 cotas, igual que la edición anterior, sin embargo, manteniendo su mismo recorrido, donde los primeros 100 km no tienen mucha dificultad a excepción de dos cotas en los kilómetros 29 y 93,2 de carrera. Los últimos 106 km concentraron 13 subidas, donde se destacaba el Taaienberg, el Paterberg  con su pendiente del 12 % y 20 de máximo y el Oude Kwaremont con sus 2200 metros de pavé y una pendiente media del 4,2 %.
| Muros  | Muros               | Muros | Muros        | Muros               | Muros                | Muros        |
| Número | Nombre              | Km    | Longitud (m) | Pendiente media (%) | Pendiente máxima (%) | km a llegada |
| ------ | ------------------- | ----- | ------------ | ------------------- | -------------------- | ------------ |
| 1      | Kattenberg          | 29    | 600          | 6,7 %               | 8 %                  | 177,1        |
| 2      | La Houppe           | 93,2  | 3440         | 3,32%               | 10 %                 | 112,9        |
| 3      | Kruisberg           | 109,5 | 800          | 4,8 %               | 9 %                  | 96,6         |
| 4      | Côte de Trieu       | 117,4 | 1530         | 5 %                 | 13,3 %               | 88,7         |
| 5      | Hotondberg          | 121,3 | 1200         | 4%                  | 8 %                  | 88,4         |
| 6      | Kortekeer           | 128,4 | 1000         | 6,4 %               | 17 %                 | 77,7         |
| 7      | Taaienberg          | 133,3 | 650          | 9,5 %               | 18 %                 | 72,8         |
| 8      | Boigneberg          | 139,6 | 2180         | 5,8 %               | 15 %                 | 66,5         |
| 9      | Eikenberg           | 144,1 | 1200         | 5,5 %               | 11%                  | 62           |
| 10     | Stationsberg        | 149,5 | 460          | 3,2 %               | 5,7 %                | 56,6         |
| 11     | Kapelberg           | 159,5 | 900          | 4 %                 | 7 %                  | 45,3         |
| 12     | Paterberg           | 164,4 | 700          | 12 %                | 20 %                 | 41,7         |
| 13     | Oude Kwaremont      | 167,2 | 2200         | 4,2 %               | 11 %                 | 38,9         |
| 14     | Karnemelkbeekstraat | 175   | 1530         | 4,9 %               | 7,3 %                | 31,1         |
| 15     | Tiegemberg          | 186,1 | 1000         | 6,5 %               | 9 %                  | 20           |

| 1 | Beaucarnestraat  | 28,8  | 1200 | 177,3 |
| 2 | Holleweg         | 30,8  | 1500 | 175,3 |
| 3 | Paddestraat      | 42,3  | 2300 | 163,8 |
| 4 | Mariaborrestraat | 150,2 | 2000 | 55,9  |
| 5 | Varentstraat     | 182,6 | 1500 | 23,5  |

## Equipos participantes
Tomaron parte en la carrera 25 equipos: 18 de categoría UCI WorldTour 2017 invitados por la organización; 7 de categoría Profesional Continental. Formando así un pelotón de 200 ciclistas de los que acabaron 112. Los equipos participantes fueron:
| WorldTeams (18)- AG2R La Mondiale - Astana - Bahrain-Merida - BMC Racing Team - Bora-Hansgrohe - Cannondale-Drapac - Dimension Data - FDJ - Katusha-Alpecin - Lotto-Soudal - Lotto NL-Jumbo - Movistar Team - Orica-Scott - Quick-Step Floors - Sky - Team Sunweb - Trek-Segafredo - UAE Team Emirates Equipos continentales profesionales (7)- Direct Énergie - Gazprom-RusVelo - Roompot-Nederlandse Loterij - Sport Vlaanderen-Baloise - Verandas Willems-Crelan - Wanty-Groupe Gobert - WB-Veranclassic-Aqua Protect |
| |

## Clasificaciones finales
- Las clasificaciones finalizaron de la siguiente forma:[5]

### Clasificación general
| \| Clasificación general \| Clasificación general \| Clasificación general \| Clasificación general \| Clasificación general \| \| Ciclista \| Ciclista \| Equipo \| Tiempo \| \| \| --------------------- \| --------------------- \| --------------------- \| --------------------- \| --------------------- \| \| 1.º \| Greg Van Avermaet \| BMC Racing Team \| 4 h 48 min 17 s \| \| \| 2.º \| Philippe Gilbert \| Quick-Step Floors \| + 0 s \| \| \| 3.º \| Oliver Naesen \| AG2R La Mondiale \| + 0 s \| \| \| 4.º \| Luke Durbridge \| Orica-Scott \| + 40 s \| \| \| 5.º \| Lukas Pöstlberger \| Bora-Hansgrohe \| + 41 s \| \| \| 6.º \| Michael Valgren \| Astana \| + 52 s \| \| \| 7.º \| Sonny Colbrelli \| Bahrain-Merida \| + 52 s \| \| \| 8.º \| Tom Boonen \| Quick-Step Floors \| + 52 s \| \| \| 9.º \| Dylan van Baarle \| Cannondale-Drapac \| + 52 s \| \| \| 10.º \| Alberto Bettiol \| Cannondale-Drapac \| + 52 s \| \| \| 11.º \| Fabio Felline \| Trek-Segafredo \| + 52 s \| \| \| 12.º \| Jens Keukeleire \| Orica-Scott \| + 52 s \| \| \| 13.º \| John Degenkolb \| Trek-Segafredo \| + 52 s \| \| \| 14.º \| Tiesj Benoot \| Lotto-Soudal \| + 52 s \| \| \| 15.º \| Luke Rowe \| Team Sky \| + 52 s \| \| \| 16.º \| Sebastian Langeveld \| Cannondale-Drapac \| + 52 s \| \| \| 17.º \| Laurens de Vreese \| Astana \| + 52 s \| \| \| 18.º \| Ignatas Konovalovas \| FDJ \| + 52 s \| \| \| 19.º \| Niki Terpstra \| Quick-Step Floors \| + 52 s \| \| \| 20.º \| Daniel Oss \| BMC Racing Team \| + 52 s \| \| |                     |                   |                 |
| |                     |                   |                 |
| Fuente: ProCyclingStats |                     |                   |                 |
| Clasificación general |                     |                   |                 |
| Ciclista | Ciclista            | Equipo            | Tiempo          |
| 1.º | Greg Van Avermaet   | BMC Racing Team   | 4 h 48 min 17 s |
| 2.º | Philippe Gilbert    | Quick-Step Floors | + 0 s           |
| 3.º | Oliver Naesen       | AG2R La Mondiale  | + 0 s           |
| 4.º | Luke Durbridge      | Orica-Scott       | + 40 s          |
| 5.º | Lukas Pöstlberger   | Bora-Hansgrohe    | + 41 s          |
| 6.º | Michael Valgren     | Astana            | + 52 s          |
| 7.º | Sonny Colbrelli     | Bahrain-Merida    | + 52 s          |
| 8.º | Tom Boonen          | Quick-Step Floors | + 52 s          |
| 9.º | Dylan van Baarle    | Cannondale-Drapac | + 52 s          |
| 10.º | Alberto Bettiol     | Cannondale-Drapac | + 52 s          |
| 11.º | Fabio Felline       | Trek-Segafredo    | + 52 s          |
| 12.º | Jens Keukeleire     | Orica-Scott       | + 52 s          |
| 13.º | John Degenkolb      | Trek-Segafredo    | + 52 s          |
| 14.º | Tiesj Benoot        | Lotto-Soudal      | + 52 s          |
| 15.º | Luke Rowe           | Team Sky          | + 52 s          |
| 16.º | Sebastian Langeveld | Cannondale-Drapac | + 52 s          |
| 17.º | Laurens de Vreese   | Astana            | + 52 s          |
| 18.º | Ignatas Konovalovas | FDJ               | + 52 s          |
| 19.º | Niki Terpstra       | Quick-Step Floors | + 52 s          |
| 20.º | Daniel Oss          | BMC Racing Team   | + 52 s          |

## UCI World Ranking
La E3 Harelbeke otorga puntos para el UCI WorldTour 2017 y el UCI World Ranking, este último para corredores de los equipos en las categorías UCI ProTeam, Profesional Continental y Equipos Continentales. Las siguientes tablas son el baremo de puntuación y los corredores que obtuvieron puntos:
| Posición   | 1º  | 2º  | 3º  | 4º  | 5º  | 6º  | 7º  | 8º  | 9º | 10º |
| Puntuación | 400 | 320 | 260 | 220 | 180 | 140 | 120 | 100 | 80 | 68  |

| 1.º  | Greg Van Avermaet | BMC Racing        | 400 |
| 2.º  | Philippe Gilbert  | Quick-Step Floors | 320 |
| 3.º  | Oliver Naesen     | Ag2r La Mondiale  | 260 |
| 4.º  | Luke Durbridge    | Orica-Scott       | 220 |
| 5.º  | Lukas Pöstlberger | Bora-Hansgrohe    | 180 |
| 6.º  | Michael Valgren   | Astana            | 140 |
| 7.º  | Sonny Colbrelli   | Bahrain Merida    | 120 |
| 8.º  | Tom Boonen        | Quick-Step Floors | 100 |
| 9.º  | Dylan van Baarle  | Cannondale-Drapac | 80  |
| 10.º | Alberto Bettiol   | Cannondale-Drapac | 68  |